# Agrimonia bracteata
Agrimonia bracteata är en rosväxtart som beskrevs av Ernst Meyer och Carl Anton von Meyer. Agrimonia bracteata ingår i släktet småborrar, och familjen rosväxter. Inga underarter finns listade i Catalogue of Life.